# Улица Маршала Жукова (Екатеринбург)

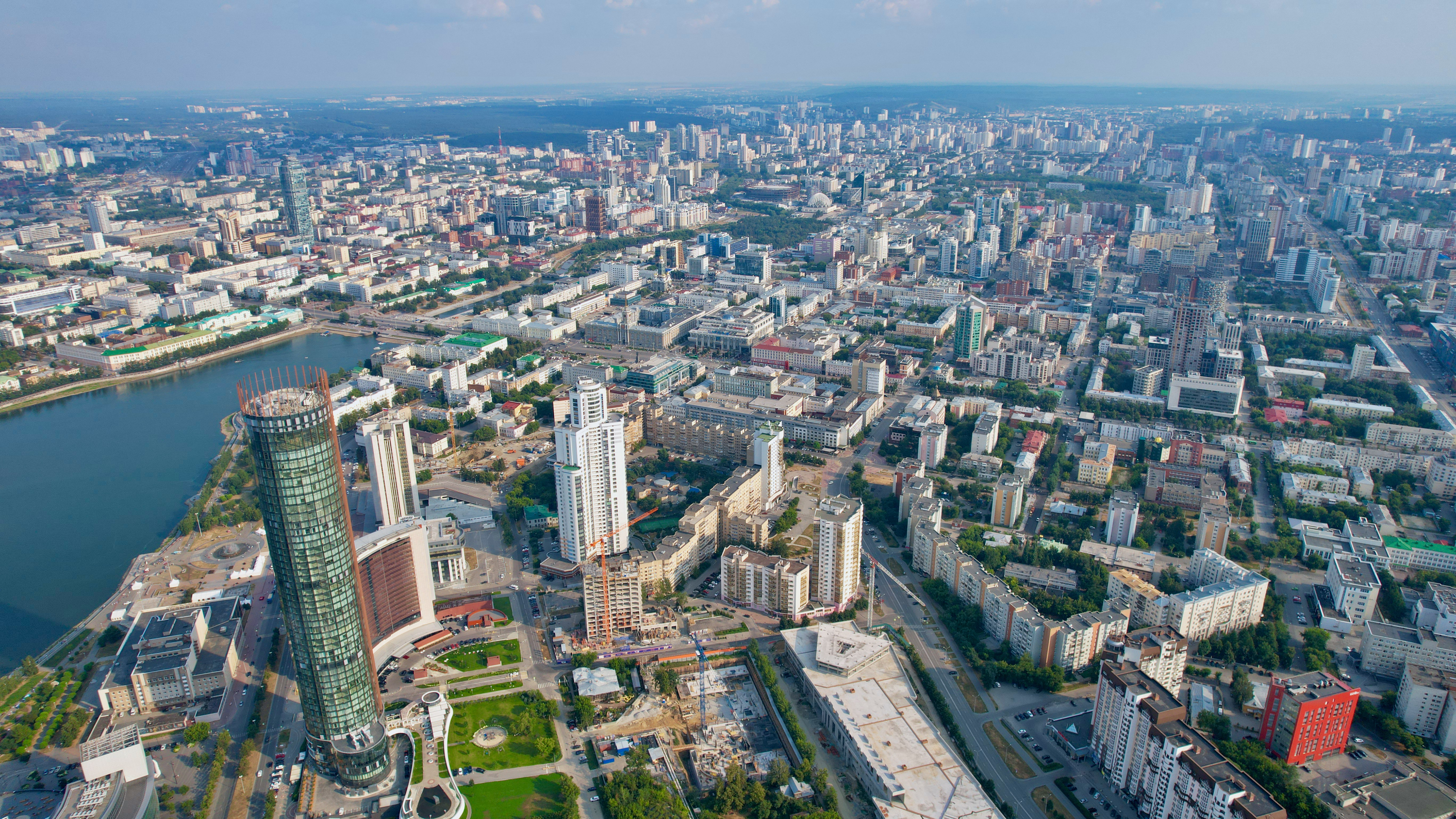
Вид с высоты, улица Маршала Жукова на ближнем плане справа, слева — башня Исеть

У́лица Ма́ршала Жу́кова (до 1920-х годов — Студёная улица, с 1920-х по начало 1980-х — улица Допризывников) расположена между Проспектом Ленина и улицей Челюскинцев в центре Екатеринбурга (Верх-Исетский район). Протяжённость улицы с запада на восток составляет 890 м. Своё современное название улица получила в честь Г. К. Жукова.

## История и достопримечательности
До перепланировки района правобережья Городского пруда в 1970-х годах улица состояла из двух участков: с севера на юг от проспекта Ленина до улицы Антона Валека и с запада на юго-восток от улицы Антона Валека до улицы Боевых дружин (переулка Щипановского). Второй участок улицы появился в Екатеринбурге после планировок шихтмейстера И. Сусорова в 1752 году, заполнив участок вдоль западной крепостной линии Екатеринбургской крепости. Этот участок улицы Маршала Жукова носил название Студёной улицы. В 1929 году названа улицей Допризывников, в 1981 году — получила своё нынешнее название.
На улице Жукова имеются жилые застройки, а также свободные территории, оставшиеся после сноса старинных деревянных домов. На улицу, помимо жилых зданий, выходят фасады бывшего Екатеринбургского (Алексеевского) реального училища, ВЦ УВД и Уралпромстройбанка.
Дом № 10 известен тем, что там получали квартиры многие почётные граждане Свердловской области, включая учёного Станислава Набойченко и спортсмена Николая Дуракова. В доме № 13 находилась квартира политика Александра Высокинского.

## Застройка улицы
На улице Маршала Жукова находится 10 домов, жилые: 7, 9, 10, 11, 13, 14. Нежилые: 3, 4, 5, 6. Отсутствуют дома под номерами: 1, 2, 8, 12, хотя раньше Екатеринбургское реальное училище находилось по адресу Маршала Жукова, 1. Дом № 3 в настоящее время является гостиницей. Дом № 8 в проекте застройки улицы отсутствует, на этом месте располагается сквер, который оборудовал «МУП Зеленстрой» совместно с Администрацией Екатеринбурга (официально значится как Сквер Жукова). В 1980-е планировалось построить до улицы Челюскинцев целый квартал жилых домов по типу 141 серии (дом № 10), но в связи с перестройкой (в 1986 году был сдан в эксплуатацию дом № 10), а затем и с распадом СССР (1-й подъезд дома был построен в 1998 году, дом имеет совершенно другую планировку) проект был воплощён лишь двумя зданиями — второй стоит по адресу Антона Валека, 12. В доме № 13 расположились офисы, банки и один из супермаркетов сети Кировский. Напротив этого дома располагается автостоянка (на её месте стоял особняк, построенный в 1900 году).

## Вторая очередь улицы
В июне 2009 года в Екатеринбурге должны были состояться Саммиты стран ШОС и БРИК. Автостоянка была построена за 2 дня, при её сооружении был осуществлён несанкционированный снос старинного кирпичного дома по адресу ул. Октябрьской революции, д. 25. Эту автостоянку под свой контроль взяла транспортная компания, специализирующаяся по автомобилям представительского класса. К 2016 году на её месте началось строительство торгово-развлекательного центра.
Улица Маршала Жукова заканчивается на пересечении с улицей Челюскинцев и её продолжением является улица Папанина.